# Lengkong (Cipeundeuy)
Lengkong is een bestuurslaag in het regentschap Subang van de provincie West-Java, Indonesië. Lengkong telt 6908 inwoners (volkstelling 2010).